# Nantuelh e Auriac
Nantuelh e Auriac de Borzac (en francès Nanteuil-Auriac-de-Bourzac) és un municipi francès situat al departament de la Dordonya i a la regió de la Nova Aquitània.

## Demografia
| 1962                                       | 1968 | 1975 | 1982 | 1990 | 1999 | 2007 |
| ------------------------------------------ | ---- | ---- | ---- | ---- | ---- | ---- |
| 482                                        | 412  | 384  | 311  | 275  | 252  | 284  |
| Des de 1962: població sense dobles comptes |      |      |      |      |      |      |

## Administració
| Període | Identitat       | Partit        |
| ------- | --------------- | ------------- |
| 1995-   | Jean-Paul Poupy | Divers gauche |